# Gileade

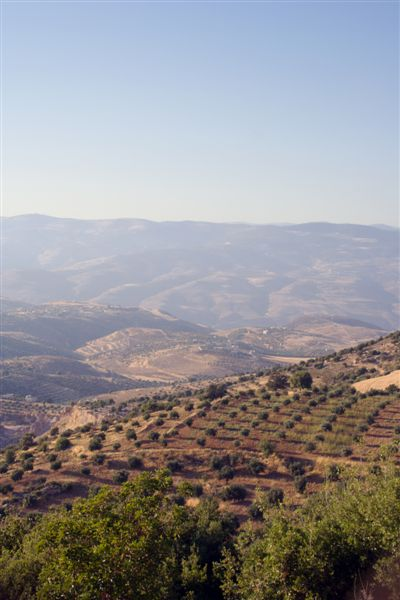
As colinas de Gileade (a atual Jalʻād), Jordânia

Na Bíblia, "Gileade" significa o "monte de testemunho" ou "monte de testemunha", (Gênesis 31:21), uma região montanhosa a leste do rio Jordão, situado no Reino da Jordânia. Também é referido pelo nome aramaico Jegar-Saaduta, que carrega o mesmo significado que o hebraico (Gênesis 31:47). Devido a sua característica montanhosa é chamada de "o monte de Gileade" (Gênesis 31:25). É também chamada de "a terra de Gileade" (Números 32:1), e às vezes simplesmente de "Gileade" (Salmos 60:7, Gênesis 37:25). Como um todo, incluiu os territórios da tribo de Gade, Rúben e a metade oriental de Manassés (Deuteronômio 3:13; Números 32:40). Foi delimitada a norte por Basã e ao sul por Moabe e Amom (Gênesis 31:21; Deuteronômio 3:12–17). Na Bíblia, Gileade é citada no Livro de Jeremias como uma cidade que comercializava ervas medicinais.